# Christoph Kunz (Koch)
Christoph Kunz (* 24. September 1986 in Freiburg im Breisgau) ist ein deutscher Koch.

## Werdegang
Nach der Ausbildung im Freiburger Colombi Hotel ging Kunz nach Paris zum Restaurant Jules Verne von Alain Ducasse (ein Michelinstern). Dann wechselte er zum Restaurant Vendome bei Joachim Wissler in Bensberg (drei Michelinsterne) und Schauenstein Schloss Restaurant bei Andreas Caminada in Fürstenau (drei Michelinsterne). Ab 2014 kochte er im Restaurant Dallmayr bei Diethard Urbansky in München (zwei Michelinsterne), zuletzt als Souschef. 
Im September 2018 wurde er Küchenchef im Restaurant Alois (dem Nachfolger des Dallmayr) in München, für das er im November 2018 als „Junges Talent“ und mit 17 Punkten im Gault Millau 2019 ausgezeichnet wurde. 2019 wurde das Restaurant wie zuvor mit zwei Michelinsternen ausgezeichnet. Im Mai 2022 verließ er das Restaurant Alois.
Im November 2022 machte er sich mit dem Restaurant PopUp by Christoph Kunz selbstständig, das vier Monate in der Amalienpassage in München geöffnet war.
Im August 2023 eröffnete er sein Restaurant Komu in der Hackenstraße in München. Im März 2024 wurde das Restaurant mit zwei Michelinsternen ausgezeichnet.

## TV-Auftritte
2019
- Ready to beef!

2020
- Kitchen Impossible (Staffel 5)

- The Taste
- Star Kitchen

## Auszeichnungen
- 2017: Sous Chef des Jahres, Rolling Pin Awards[9]
- 2018: „Junges Talent“ und 17 Punkte im Gault Millau 2019[4]
- 2019: Zwei Sterne im Guide Michelin 2019 für das Restaurant Alois in München[5]
- 2019: Aufsteiger des Jahres, Rolling Pin Awards[10]
- 2019: Aufsteiger des Jahres, Der Feinschmecker
- 2024: Zwei Sterne im Guide Michelin 2024 für das Restaurant Komu in München[8]